# Nermin Haskić
Nermin Haskić (Banovići, 27 juni 1989) is een Bosnisch voetballer die als aanvaller speelt bij Omiya Ardija.

## Clubcarrière
Haskić begon zijn carrière in 2008 bij FK Budućnost Banovići. Haskić speelde tussen 2011 en 2013 voor FK Sarajevo en FK Voždovac Belgrado. Hij tekende in 2013 bij FC VSS Košice. Haskić veroverde er in 2014 de Slovenský Pohár. Hij tekende in 2015 bij MŠK Žilina. Haskić speelde tussen 2017 en 2020 voor Podbeskidzie Bielsko-Biała, MFK Ružomberok en FK Radnički Niš. Hij tekende in 2020 bij Omiya Ardija.

## Interlandcarrière
Haskić maakte op 16 december 2011 zijn debuut in het Bosnisch voetbalelftal tijdens een vriendschappelijke wedstrijd tegen Polen.